# Abdullah Haselhoef
Abdullah Regillio Frank Haselhoef (Paramaribo, 1968-Ridderkerk, 10 de junio de 2018) fue un imán y escritor neerlandés-surinamés.

## Biografía
El padre de Haselhoef era judío —de Ámsterdam— y su madre era musulmana —originalmente de la zona occidental de la India—. Cuando él tenía dos años de edad sus padres se divorciaron y cuando él tenía cuatro años su madre emigró a los Países Bajos. Entre 1980 y 1986 Haselhoef concurrió al VWO, aunque no completó sus estudios. También realizó estudios en la denominada «academia social» pero tampoco los completó. 
Durante este período abrazó la fe islámica y concurrió a varios cursos sobre el Corán, impartidos por el imán neerlandés Abdul Wahid van Bommel en el Centro de Información Musulmana de La Haya. En 1994 este centro lo ordena imán a Haselhoef Imam y lo asigna a prestar servicios en el Centro Psiquiátrico Rosenburg de La Haya. Fue el primer capellán musulmán. Posteriormente expandió sus actividades al Hospital Académico Dijkzigt, el Hospital de niños Sophia y la Clínica Daniel den Hoed en Róterdam.